# Phrosina semilunata
Phrosina semilunata is een vlokreeftensoort uit de familie van de Phrosinidae. De wetenschappelijke naam van de soort is voor het eerst geldig gepubliceerd in 1882 door Risso.